# MohBad
MohBad, né Ilerioluwa Oladimeji Aloba le 3 janvier 1996 à Lagos et mort le 12 septembre 2023, est un rappeur, chanteur et auteur-compositeur nigérian.
Il était auparavant sous contrat avec Marlian Records de Naira Marley, mais quitte le label en 2022. Il est surtout connu pour ses singles à succès Ponmo, Feel Good et KPK (Ko Por Ke) avec Rexxie, qui est nommé trois fois aux Headies Awards en 2022,.
Le 21 septembre 2023, Niran Adedokun a ecrit dans le journal Punch que Mohbad « était très talentueux et en phase avec l'esprit même de la musique ». Isaiah Ogedegbe, personnalité religieuse nigériane et blogueur basé a Warri, l'a décrit comme « l'un des plus grands rappeurs du monde »,,.

## Biographie

### Origines et études
MohBad naît le 8 juin 1996 à Lagos,.

## Carrière musicale

### EPLight
MohBad sort son premier album, Light, au quatrième trimestre de 2020 en tant que suite à sa chanson virale Ponmo, qu'il interprète avec Naira Marley et Lil Kesh. MohBad est nommé cinq fois aux Beatz Awards 2021. En 2021, MohBad est listé parmi les 21 meilleurs artistes afrobeat d'Audiomack. En 2022, il sort Peace, produit par Rexxie. Il atteint la première place dans le classement TurnTable en 2021 et est dans le top 100 en 2022. Le single Peace atteint également la première place dans le classement Apple Music au Nigeria,. Le disque est publié par Marlian Records World avec qui il a signé en 2019. Les huit chansons de l'EP incluent des collaborations avec Davido, Naira Marley et Lil Kesh. Naira Marley a été le producteur exécutif de cet EP de huit pistes, qui porte également les marques de production de SB, Rexxie, P.Beat et Austin Sinister.

### EPBlessed
L'EP Blessed de MohBad, le premier depuis son départ de Marlian Records World, sort en juin 2023 sous son propre label, Imolenization. Les huit chansons de l'EP de 20 minutes font participer les artistes nigérians Zlatan et Bella Shmurda, ainsi que les producteurs Nipheys et Timi Jay. L'album atteint la première place sur Apple Music au Nigeria immédiatement après sa mort,.

## Arrestation par la NDLEA
En février 2022, l'Agence nationale de lutte contre les drogues (National Drug Law Enforcement Agency) arrête MohBad, Zinoleesky et quatre autres personnes à leur domicile à Lekki, à Lagos, pour possession de substances illégales, notamment de la MDMA et du cannabis,.
Certaines vidéos virales sur les réseaux sociaux montrent des agents de la NDLEA pénétrant par effraction dans la maison des musiciens dans le quartier de Lekki, dans l'État de Lagos, aux premières heures du jeudi matin. Selon des témoins, les agents ont procédé à l'arrestation sans mandat de perquisition et ont maltraité les chanteurs de Marlian Records. Les agents de la NDLEA ont été vus frappant les musiciens avec des matraques et tirant en l'air, les obligeant à monter dans des camions en attente,.
La NDLEA confirme l'opération en déclarant : 

« Nos hommes ont perquisitionné une zone dans le domaine d'Idado où séjournent les garçons de Naira Marley (…). »

Selon un porte-parole de la NDLEA, du cannabis et de la MDMA ont été trouvés dans leur appartement et leur voiture. MohBad, Zinoleesky et quatre autres ont été libérés ultérieurement,.

## Accusations contre Naira Marley et Sam Larry
Après deux ans, il annonce son départ de Marlian Records. Le 5 octobre 2022, MohBad accuse son manager, le chanteur Naira Marley, de voie de fait et déclare que son ancien patron avait ordonné à des personnes de le passer à tabac après qu'il eut annoncé son intention d'engager un autre manager pour s'occuper de sa musique et de ses affaires commerciales,,.
Après le décès de MohBad, des sources rapportent qu'il avait déposé une plainte auprès de la police en juin 2023, alléguant que Samson Balogun, un promoteur de musique surnommé « Sam Larry » et un « associé connu » de Marley, l'avaient agressé et avaient endommagé une partie de ses biens. Dans la plainte, MohBad déclare que Larry a interrompu le tournage d'une vidéo, entraînant un groupe de 15 hommes armés de fusils et de machettes qui prétendaient travailler pour le monarque Oba Elegushi. La police indique que MohBad n'a pas assisté à la réunion ultérieure organisée en vue de traiter ces accusations, et que Balogun et d'autres accusés de l'agression avaient alors déposé une plainte pour diffamation. Elegushi publie une déclaration se dissociant de Balogun et exprimant ses condoléances pour la mort de MohBad,.

## Vie privée et décès
MohBad et sa femme, Wunmi, ont un fils. Le rappeur perd la vie lorsque son fils n'a que six mois. Quatre jours après, les nigérians se mobilisent et récoltent plus de 15 000 000 narias pour ce dernier.
MohBad meurt après avoir été traité pour une infection, le 12 septembre 2023, à l'âge de 27 ans. La police annonce ensuite qu'elle enquêtera sur les circonstances de la mort du chanteur,,.

## Discographie

### EP
- Light (2020)[29]
- Blessed (2023)[30]

### Singles
- 2021 : Feel Good
- 2021 : Backside
- 2022 : Weekend
- 2022 : Tiff
- 2022 : Peace
- 2022 : Hallelujah
- 2022 : Ronaldo[31].

## Récompenses et nominations
- The Beatz Awards (2021) : cinq nominations
- Audiomack (2021) : parmi les 21 meilleurs artistes afrobeat de 2021
- Nomination aux Headies Awards (2023) : Meilleur artiste de street-hop[32],[33],[34].